# 伯蒂斯島
伯蒂斯島（英語：Burtis Island）是南極洲的島嶼，位於瑪麗伯德地，處於錫普爾島的達特角以東19公里，美國地質調查局根據美國海軍拍攝的空中照片繪入地圖，現時由南極條約體系管理。